# 의회공화제

국가별 정부 형태
— 대통령제
— 공화제하의 의원내각제
— 군주제하의 의원내각제(군주에게 실권이 거의 없음)
— 군주제하의 의원내각제(군주에게 상당한 실권이 있음)
— 반대통령제
— 반대통령제는 아닌, 대통령제와 의원내각제의 절충형
— 전제군주국
— 일당독재국

의회공화제 (議會共和國, 영어: Parliamentary republic)은 의원내각제에 입각한 공화제로, 행정부 (정부)가 입법부 (의회)로부터 정당성을 부여받고 책임을 지는 체제를 말한다. 의회공화제에는 여러 가지 유형이 존재하나, 대부분의 경우 정부수반과 국가원수를 분명히 구분하고, 그 중 정부수반에게 실권이 돌아간다는 공통점이 있다.
일부 국가에서는 국가원수가 당파를 가리지 않은 일종의 '심판'으로서, 특정 정치적 상황을 대비한 권력을 부여받고 재량에 따라 행사할 수 있도록 한 경우도 있다. 또 대통령제처럼 국가원수와 정부수반의 역할을 병합하면서도 의회 권력에 종속되도록 한 사례도 존재한다.
의회공화제와는 반대로 의원내각제를 채택하되 군주제인 경우는 입헌군주제라고 부른다.

## 권력
대통령제나 준대통령제를 채택한 공화국과 달리, 의회공화국의 국가원수에게는 행정권이 돌아가지 않는 경우가 일반적이다 (다만 '예비 행정권' 내지는 그 이상의 권력을 가진 사례도 존재). 이렇게 국가원수에게 돌아가지 않은 권력은 보통 총리라 부르는 정부수반에게 부여된다.
의회공화국 중에서도 국가원수의 임기가 의회 임기에 달려 있는 경우에는 정부수반과 국가원수를 합쳐 하나의 직책으로 구성되는 경우가 있다 (예: 보츠와나, 마셜 제도, 나우루, 남아프리카 공화국). 총리와 대통령의 두 직책이 '대통령'으로 합쳐지는 셈인데, 이름은 대통령이라고는 하지만 선출은 여전히 의원내각제 의회에서 총리 뽑듯이 이뤄진다. 원내 제1당 대표, 원내 제1정당연합의 대표가 대통령직에 오르는 것이다.
경우에 따라서 국가원수도 법적으로 통상적인 정부 운영을 수행할 수 있는 행정권을 부여받도록 한 나라도 있는데, 오스트리아나 아이슬란드가 대표적이다. 하지만 이러한 권한을 행사하지 않는 것이 관례로 남아 있고, 설령 행사하더라도 의회나 정부수반에게 조언하려는 의도에서만 행사하게 된다. 이런 경우는 의회공화국이면서도 준대통령제를 의회제 하에서 운영되는 것으로 볼 수 있다.

## 역사
오늘날 의회공화국은 기존에 의회체제를 갖췄던 입헌군주국 출신 국가인 경우가 많다. 이탈리아의 경우 본래 입헌군주국이었으나 1946년 군주제를 폐지하고 공화제를 도입하면서 의회공화국이 되었다.
독일도 대표적인 의회공화국으로 꼽힌다. 1919년 바이마르 헌법 채택으로 수립된 바이마르 공화국 체제에서는 대통령제의 영향으로 대통령의 행정권이 다소 남아있는 이원집정부제였으나, 패전 후인 1945년 독일연방공화국 건국과 함께 대통령직은 행정권을 상실하고 완전한 국가원수로 남게 되었다.
프랑스는 1870년 보불전쟁에서 나폴레옹 3세가 패배하고 왕정이 폐지되면서 프랑스 제3공화국을 수립하며 의회공화국이 된 적이 있다. 제3공화국의 대통령은 이전 두 공화국의 대통령보다 행정권이 훨씬 축소되었다. 1940년 나치 독일의 프랑스 침공으로 제3공화국이 무너지고, 종전 후 1946년 세워진 프랑스 제4공화국도 비슷한 체제를 채택하였다. 제4공화국은 전후 프랑스의 고도 경제 성장과 더불어, 국가적 사회 제도와 산업 재건기를 누렸으며, 훗날 유럽 연합으로 실현되는 유럽 대륙의 통합에도 힘쓴 시기였다.
제3공화국 시절에 팽배했던 정권의 불안정성을 방지하기 위해, 제4공화국에서는 정부의 행정권을 강화하려는 노력이 이뤄졌다. 그럼에도 여전히 남아있는 불안정성 때문에 정권교체가 잦아, 10년간 집권한 정부내각의 수가 총 20대에 달했다. 1950년대 들어 알제리 전쟁으로 대표되는 탈식민지화 흐름에 정부가 효과적인 결정을 내리지 못하자, 군부 쿠데타가 일어나 샤를 드골이 집권하면서 제4공화국은 무너지고, 프랑스 대통령은 법령을 통한 통치권을 갖게 되었다. 이후 1958년 9월 28일 국민투표에서 새 헌법의 승인과 함께 대통령의 권력 강화가 합법화되었고, 1959년 프랑스 제5공화국이 수립되며 지금에 이른다. 오늘날 프랑스는 대통령과 내각총리가 모두 선출되어 실권을 지니는 대표적인 이원집정부제 체제로 꼽힌다.
칠레는 1891년 내전 이후 남미 최초의 의회공화국이 되었다. 그러나 1925년 쿠데타 이후 대통령제를 채택하여 지금에 이르고 있다.
영국은 입헌군주제를 채택한 국가이며, 과거 대영제국 시절 식민지들이 독립국이 되면서 탄생한 영연방 소속 국가들도 영국 국왕을 국가원수로 모시는 입헌군주제로 남아 있었다. 하지만 이들 영연방 국가 중에서 공화제를 채택하고 의회공화국이 된 사례가 나타나면서, 국왕을 국가원수로 삼지 않는 이들 국가를 영연방의 일원으로 보아야 하는가에 관한 문제가 불거졌다. 논란에 결정타를 날린 것은 1949년 아일랜드가 공화국을 선언함과 동시에 영연방에서 퇴출되면서부터였는데, 그로부터 몇 주 뒤 4월 29일 런던 선언으로 공화국도 영연방의 소속국으로 인정하기로 하면서 결론지어졌다.
이러한 영연방 내 공화국들은 기존에 총독이 대표했던 주권직을 고유의 국가원수로 대체한 경우가 일반적이다. 남아프리카 공화국, 몰타, 트리니다드 토바고, 인도, 바누아투가 대표적이었으며 가장 최근에 공화제로 전환한 바베이도스도 같은 사례에 속한다. 또 마지막 총독이 초대 대통령을 겸한 경우도 있는데, 스리랑카와 파키스탄이 여기에 속한다.

한편 대한민국도 1960년 제2공화국 수립으로 의원내각제 체제로 전환함에 따라, 대통령은 상징적 직책으로만 남고 행정실권은 총리에게 돌아가는 구조가 되었다. 하지만 이듬해 1961년 5·16 군사 정변과 제3공화국 수립으로 강력한 권한을 지닌 대통령제를 다시 도입하여 지금에 이른다.

## 의회공화제를 채택한 국가 목록
| 완전 의회공화제            | 완전 의회공화제                                                                                       | 완전 의회공화제                                                     | 완전 의회공화제        | 완전 의회공화제                        | 완전 의회공화제                                         | 완전 의회공화제 |
| 국명                       | 국가원수                                                                                              | 국가원수 선출 방식                                                  | 의회 구조              | 채택연도                               | 기존 체제                                               | 참고 |
| -------------------------- | --- | ------------------------------------------------------------------- | ---------------------- | -------------------------------------- | ------------------------------------------------------- | --- |
| 알바니아                   | 바이람 베가이                                                                                         | 원내 선출 (의원수 5분의 3 충족)                                     | 단원제                 | 1991년                                 | 일당제                                                  | |
| 아르메니아                 | 바하근 하차투랸                                                                                       | 원내 선출 (의원수 절대다수 충족)                                    | 단원제                 | 2018년                                 | 이원집정부제                                            | |
| 오스트리아                 | 알렉산더 판데어벨렌                                                                                   | 직선제 (결선투표제)                                                 | 양원제                 | 1945년                                 | 일당제 (나치 독일에 병합)                               | |
| 방글라데시                 | 압둘 하미드                                                                                           | 원내 선출                                                           | 단원제                 | 1991년                                 | 대통령제                                                | |
| 바베이도스                 | 샌드라 메이슨                                                                                         | 원내 선출 (단일후보 합의 우선 의원수 3분의 2 충족)                  | 양원제                 | 2021년                                 | 입헌군주제 (영연방 왕국)                                | |
| 보스니아 헤르체고비나      | 크리스티안 슈미트 밀로라드 도디크 셰피크 자페로비치 젤코 콤시치                                       | 직선제 일거 선출                                                    | 양원제                 | 1991년                                 | 일당제 (유고슬라비아 구성국)                            | |
| 불가리아                   | 루멘 라데프                                                                                           | 직선제 (결선투표제)                                                 | 단원제                 | 1991년                                 | 일당제                                                  | |
| 중화민국                   | 차이잉원                                                                                              | 직선제 (명목상 입법원 선출)                                         | 단원제 (명목상 삼원제) | 1946년 (유일 의회공화제 명시는 1996년) | 1당 군부독재 (중국 본토) 입헌군주제 (일본제국 타이완섬) | 명목상의 체제로, 오늘날 중화민국 헌법에는 총통 직선제와 단원제 입법부로 구성된 준총통제 공화국으로 규정하는 조항이 추가로 담겨 있다. 이 조항은 중화민국이 중국 본토를 수복해 통치권을 회복할 경우 효력이 중단되는 일몰조항으로 제정되었다. |
| 크로아티아                 | 조란 밀라노비치                                                                                       | 직선제 (결선투표제)                                                 | 단원제                 | 2000년                                 | 이원집정부제                                            | |
| 체코                       | 밀로시 제만                                                                                           | 직선제 (결선투표제)                                                 | 양원제                 | 1993년                                 | 의회공화국 (당시 국명 체코슬로바키아)                   | |
| 도미니카                   | 찰스 새버린                                                                                           | 원내 선출 (의원수 과반수)                                           | 단원제                 | 1978년                                 | 영국의 자유연합                                         | |
| 에스토니아                 | 알라르 카리스                                                                                         | 원내 선출 (의석수 3분의 2)                                          | 단원제                 | 1991년                                 | 일당제 국가의 점령으로 소비에트 사회주의 공화국 체제    | |
| 에티오피아                 | 사흘레워크 쥬드                                                                                       | 원내 선출 (의석수 3분의 2)                                          | 양원제                 | 1991년                                 | 일당제                                                  | |
| 피지                       | 윌리엄 카토니베어                                                                                     | 원내 선출 (의석수 과반수)                                           | 단원제                 | 2014년                                 | 군부독재                                                | |
| 핀란드                     | 사울리 니니스퇴                                                                                       | 직선제 (결선투표제)                                                 | 단원제                 | 2000년                                 | 이원집정부제                                            | |
| 조지아                     | 살로메 주라비슈빌리                                                                                   | 선거인단 투표 (국회의원 및 지역대표, 절대과반수 충족)               | 단원제                 | 2018년                                 | 이원집정부제                                            | |
| 독일                       | 프랑크발터 슈타인마이어                                                                               | 연방의회 선출 (국회의원 및 주대표, 절대과반수 충족)                 | 양원제                 | 1949년                                 | 일당제                                                  | |
| 그리스                     | 카테리나 사켈라로풀루                                                                                 | 원내 선출 (의원수 과반수)                                           | 양원제                 | 1975년                                 | 입헌군주제를 겸한 군부독재                              | |
| 헝가리                     | 노바크 커털린                                                                                         | 원내 선출 (의원수 과반수)                                           | 단원제                 | 1990년                                 | 일당제 (헝가리 인민공화국)                              | |
| 아이슬란드                 | 그뷔드니 소를라시위스 요한네손                                                                        | 직선제                                                              | 단원제                 | 1944년                                 | 입헌군주제 (덴마크와 동군연합)                          | |
| 인도                       | 드라우파디 무르무                                                                                     | 국회와 주의회 선출 (즉석결선투표제)                                 | 양원제                 | 1950년                                 | 입헌군주제 (영국의 자치령)                              | |
| 이라크                     | 바르함 살리흐                                                                                         | 원내 선출 (의원수 3분의 2)                                          | 단원제                 | 2005년                                 | 일당제                                                  | |
| 아일랜드                   | 마이클 D. 히긴스                                                                                      | 직선제 (즉석결선투표제)                                             | 양원제                 | 1949년                                 | 입헌군주제 (영국의 자치령)                              | |
| 이스라엘                   | 이츠하크 헤르초그                                                                                     | 원내 선출 (의석수 과반수)                                           | 단원제                 | 2001년                                 | 준의회공화국                                            | |
| 이탈리아                   | 세르조 마타렐라                                                                                       | 국회와 주대표 선출 (대표수 3분의 2 충족)                            | 양원제                 | 1946년                                 | 입헌군주제                                              | 총리는 상하원의 신임에 따른다. |
| 코소보                     | 비오사 오스마니                                                                                       | 원내 선출 (의원수 3분의 2 충족)                                     | 단원제                 | 2008년                                 | 유엔 코소보 임시행정부 (옛 세르비아의 일부)             | |
| 라트비아                   | 에길스 레비츠                                                                                         | 원내 선출                                                           | 단원제                 | 1991년                                 | 일당제 국가의 점령으로 소비에트 사회주의 공화국 체제    | |
| 레바논                     | 미셸 아운                                                                                             | 원내 선출                                                           | 단원제                 | 1941년                                 | 프랑스의 보호국 (대레바논)                              | |
| 몰타                       | 조지 벨라                                                                                             | 원내 선출 (의원 과반수)                                             | 단원제                 | 1974년                                 | 입헌군주제 (영연방 왕국)                                | |
| 모리셔스                   | 프리트비라지싱 루푼                                                                                   | 원내 선출 (의원 과반수)                                             | 단원제                 | 1992년                                 | 입헌군주제 (영연방 왕국)                                | |
| 몰도바                     | 마이아 산두                                                                                           | 직선제 (결선투표제)                                                 | 단원제                 | 2001년                                 | 이원집정부제                                            | |
| 몬테네그로                 | 밀로 주카노비치                                                                                       | 직선제 (결선투표제)                                                 | 단원제                 | 1992년                                 | 일당제 (유고슬라비아, 세르비아 몬테네그로의 구성국)     | |
| 네팔                       | 비디아 데비 반다리                                                                                    | 국회와 주의원의 선출                                                | 양원제                 | 2008년                                 | 입헌군주제                                              | |
| 북마케도니아               | 스테보 펜다로프스키                                                                                   | 직선제 (결선투표제)                                                 | 단원제                 | 1991년                                 | 일당제 (유고슬라비아의 구성국)                          | |
| 파키스탄                   | 아리프 알비                                                                                           | 국회와 주의원 선출 (즉석결선투표제)                                 | 양원제                 | 2010년                                 | 의회독립공화제                                          | |
| 폴란드                     | 안제이 두다                                                                                           | 직선제 (의원 과반수)                                                | 양원제                 | 1989년                                 | 일당제 (폴란드 인민공화국)                              | 단, 폴란드는 사실상의 반대통령제 공화국으로도 분류되는데, 이는 대통령이 내각 구성권과 정부수반 (총리) 임명권을 지니고 있다는 점에서다. 대통령이 행사한 내각구성권과 총리임명권은 국회의 신임 투표를 거친다.                                |
| 사모아                     | 투이말레알리파노 바알레토아 수알라우비 2세                                                            | 원내 선출                                                           | 단원제                 | 1960년                                 | 뉴질랜드의 신탁통치령                                   | |
| 세르비아                   | 알렉산다르 부치치                                                                                     | 직선제 (결선투표제)                                                 | 단원제                 | 1991년                                 | 일당제 (유고슬라비아, 세르비아 몬테네그로의 구성국)     | |
| 싱가포르                   | 할리마 야콥                                                                                           | 직선제 (1993년~)                                                    | 단원제                 | 1965년                                 | 말레이시아의 연방주                                     | |
| 슬로바키아                 | 주자나 차푸토바                                                                                       | 직선제 (결선투표제)                                                 | 양원제                 | 1993년                                 | 의회공화제 (체코슬로바키아의 구성국)                    | |
| 슬로베니아                 | 보루트 파호르                                                                                         | 직선제 (결선투표제)                                                 | 양원제                 | 1991년                                 | 일당제 (유고슬라비아의 구성국)                          | |
| 소말리아                   | 마하메드 압둘라히 마하메드                                                                            | 원내 선출                                                           | 양원제                 | 2012년                                 | 일당제                                                  | |
| 트리니다드 토바고          | 폴라메이 위크스                                                                                       | 원내 선출                                                           | 양원제                 | 1976년                                 | 입헌군주제 (영연방 왕국)                                | |
| 바누아투                   | 탈리스 오베드 모세스                                                                                  | 국회와 지역의회의장의 선출 (과반수 충족)                            | 단원제                 | 1980년                                 | 영-프 공동통치령 (뉴헤브리디스 제도)                    | |
| 대통령제를 겸한 의회공화제 | |                                                                     |                        |                                        |                                                         | |
| 국명                       | 국가원수                                                                                              | 국가원수 선출 방식                                                  | 의회 구조              | 채택연도                               | 기존 체제                                               | 참고 |
| 보츠와나                   | 모크위치 마시시                                                                                       | 원내 선출 (의원 과반수)                                             | 단원제                 | 1966년                                 | 영국 보호령 (베추아나랜드)                              | |
| 키리바시                   | 타네티 마마우                                                                                         | 직선제                                                              | 단원제                 | 1979년                                 | 보호령                                                  | |
| 마셜 제도                  | 데이비드 카부아                                                                                       | 원내 선출                                                           | 양원제                 | 1979년                                 | UN 신탁통치령 (태평양 제도 신탁통치령에 속함)           | |
| 나우루                     | 리오넬 아잉기메아                                                                                     | 원내 선출                                                           | 단원제                 | 1968년                                 | 오스트레일리아-뉴질랜드-영국 공동위임 UN 신탁통치       | |
| 남아프리카 공화국          | 시릴 라마포사                                                                                         | 원내 선출 (의원 과반수)                                             | 양원제                 | 1961년                                 | 입헌군주제 (영연방 왕국)                                | 1961년부터 2013년까지는 완전 의회공화국이었다. 1984년 대통령의 실권이 처음 보장된 이래 2013년부터는 국가원수와 정부수반을 통합하였다. |
| 의회독립제                 | |                                                                     |                        |                                        |                                                         | |
| 국명                       | 국가원수                                                                                              | 국가원수 선출 방식                                                  | 의회 구조              | 채택연도                               | 기존 체제                                               | 참고 |
| 미크로네시아 연방          | 데이비드 W. 파누엘로                                                                                  | 원내 선출 (의원 과반수)                                             | 단원제                 | 1986년                                 | UN 신탁통치령 (태평양 제도 신탁통치령에 속함)           | |
| 가이아나                   | 이르판 알리                                                                                           | 준직선제 (결원시 원내 과반수 표결)                                  | 단원제                 | 1980년                                 | 완전의회공화제                                          | |
| 산마리노                   | 마리아 루이사 베르티 마누엘 치아바타                                                                  | 원내 선출                                                           | 단원제                 | 1291년                                 | 신권 정치 (교황령에 속함)                               | 국가원수와 정부수반을 겸하는 '집정관' 체제 |
| 수리남                     | 찬 산토히                                                                                             | 원내 선출                                                           | 단원제                 | 1987년                                 | 완전의회공화제                                          | |
| 평의회 체제                | |                                                                     |                        |                                        |                                                         | |
| 국명                       | 국가원수                                                                                              | 국가원수 선출 방식                                                  | 의회 구조              | 채택연도                               | 기존 체제                                               | 참고 |
| 스위스                     | 기 파르멜랭 이냐치오 카시스 우엘리 마우러 시모네타 솜마루가 알랭 베르세 카린 켈러수터 비올라 암허르트 | 스위스 연방의회 표결 선출 (상하원 합동본회의를 통한 탈락결선투표제) | 양원제                 | 1848년                                 | 국가연합                                                | 청원국민투표제도 함께 시행중 |

## 같이 보기
- 정부 형태별 국가 목록
- 입헌군주제
- 의원내각제
- 공화제
- 공화주의
- 준대통령제